# Phil Morris
Phillip "Phil" Morris (Iowa, 4 de abril de 1959) es un actor estadounidense, reconocido por interpretar el papel de Jackie Chiles en la popular serie de televisión Seinfeld, a John Jones en la serie de superhéroes Smallville y a Doc Saturday en The Secret Saturdays. Actualmente interpreta el papel de Silas Stone en Doom Patrol.

## Filmografía

### Cine
| Año  | Título                                                         | Papel                       | Notas |
| ---- | -------------------------------------------------------------- | --------------------------- | ----- |
| 1984 | Star Trek III: The Search for Spock                            | Foster                      |       |
| 1987 | P.I. Private Investigations                                    | Eddie Gordon                |       |
| 1996 | Jingle All the Way                                             | Gale Force                  |       |
| 1997 | Wag the Dog                                                    |                             |       |
| 1998 | Devil in the Flesh                                             | Detective Joe Rosales       |       |
| 1998 | Clay Pigeons                                                   | Agent Reynard               |       |
| 2000 | 3 Strikes                                                      | Sr. Libowitz                |       |
| 2001 | Atlantis: The Lost Empire                                      | Dr. Joshua Strongbear Sweet |       |
| 2002 | Justice League: The Savage Time                                | Vandal Savage               |       |
| 2003 | Atlantis: Milo's Return                                        | Dr. Joshua Strongbear Sweet |       |
| 2004 | Comic Book: The Movie                                          | Phil Morris                 |       |
| 2005 | Frostbite                                                      | J.P. Millhouse              |       |
| 2006 | Abominable                                                     | McBride                     |       |
| 2007 | Underdog                                                       | Supershep                   |       |
| 2008 | Meet the Spartans                                              |                             |       |
| 2008 | Justice League: The New Frontier                               | King Faraday                |       |
| 2008 | Dead Space: Downfall                                           | Hansen, Glenn               |       |
| 2009 | Black Dynamite                                                 | Saheed                      |       |
| 2011 | Stonerville                                                    | Clay Redding                |       |
| 2012 | Justice League: Doom                                           | Vandal Savage               |       |
| 2015 | Lego DC Comics Super Heroes: Justice League vs. Bizarro League | Green Arrow, Hawkman        |       |
| 2016 | Lego DC Comics Super Heroes: Justice League – Cosmic Clash     | Vandal Savage               |       |
| 2016 | Bling                                                          | Voces adicionales           |       |
| 2016 | Scooby-Doo! and WWE: Curse of the Speed Demon                  | Walter Qualls               |       |
| 2016 | Officer Downe                                                  |                             |       |
| 2017 | All I Want For Christmas Is You                                | Bud                         |       |
| 2017 | The Star                                                       | Balthazar, Miller           |       |
| 2018 | Teen Titans Go! to the Movies                                  | Voces                       |       |
| 2023 | Strays                                                         | Bubsy                       |       |

### Televisión
| Año           | Título                                  | Papel                       | Notas                    |
| ------------- | --------------------------------------- | --------------------------- | ------------------------ |
| 1966          | Star Trek: The Original Series          | Chico                       | 1 episodio               |
| 1980          | Vega$                                   | Tate                        | 1 episodio               |
| 1981          | Mr. Merlin                              | Sam                         | 4 episodios              |
| 1984          | Hotel                                   | Ken Foster                  | 1 episodio               |
| 1985          | Brothers                                | Bobo                        | 1 episodio               |
| 1985          | Webster                                 | Calvin                      | 1 episodio               |
| 1986          | Knight Rider                            | Perata                      | 1 episodio               |
| 1986          | The Young and the Restless              | Tyrone Jackson              | 13 episodios             |
| 1986–88       | It's a Living                           | Jason                       | 4 episodios              |
| 1987–88       | Marblehead Manor                        | Jerry Stockton              | 24 episodios             |
| 1988          | 227                                     | Darren Montagne             | 1 episodio               |
| 1988          | Cheers                                  | Exterminador                | 1 episodio               |
| 1988–90       | Mission: Impossible                     | Grant Collier               | 35 episodios             |
| 1990          | Lucky Chances                           | Steven Dimes                | Miniserie                |
| 1990–91       | WIOU                                    | Eddie Brock                 | 14 episodios             |
| 1993          | Murder, She Wrote                       | David Salt                  | 1 episodio               |
| 1993, 1995–98 | Seinfeld                                | Jackie Chiles               | 6 episodios              |
| 1993          | The Fresh Prince of Bel-Air             | Prof. Scott Burton          | 1 episodio               |
| 1994          | Tracks of Glory                         | W. "Major" Taylor           | Miniserie                |
| 1995          | Pointman                                | Hightower                   | 1 episodio               |
| 1995          | Living Single                           | Preston August              | 1 episodio               |
| 1995–96       | The Twisted Tales of Felix the Cat      | Voces adicionales           | 7 episodios              |
| 1995–97       | Diagnosis: Murder                       | Roger Nelson, Jim Kesler    | 2 episodios              |
| 1996          | Babylon 5                               | Bill Trainor                | 1 episodio               |
| 1996          | The Wayans Bros.                        | Parker                      | 1 episodio               |
| 1996          | Lush Life                               | Wallace                     | 1 episodio               |
| 1996–97       | Melrose Place                           | Walter                      | 7 episodios              |
| 1996–97       | Martin                                  | Jim Bozack, Sterling Sweets | 2 episodios              |
| 1996–97       | Star Trek: Deep Space Nine              | Thopok, Remata'Klan         | 2 episodios              |
| 1997          | The Jamie Foxx Show                     | Ron                         | 1 episodio               |
| 1997          | The Steve Harvey Show                   | Trent Underwood             | 1 episodio               |
| 1997          | Hangin' with Mr. Cooper                 | Fernando                    | 1 episodio               |
| 1997          | In the House                            | Dr. Goldwire                | 4 episodios              |
| 1997, 2005    | JAG                                     | Max Engler                  | 2 episodios              |
| 1998          | The Tony Danza Show                     | Dale Turner                 | 1 episodio               |
| 1998–99       | Love Boat: The Next Wave                | Will Sanders                | 24 episodios             |
| 1999          | Moesha                                  | Joe Scott                   | 2 episodios              |
| 1999          | Beverly Hills, 90210                    | Detective Hayes             | 1 episodio               |
| 1999          | Star Trek: Voyager                      | John Kelly                  | 1 episodio               |
| 1999–2001     | The PJs                                 | Thurgood Stubbs             | 17 episodios             |
| 2000          | Any Day Now                             | Brian Harmon                | 1 episodio               |
| 2000–01       | Men in Black: The Series                | Voces adicionales           | 4 episodios              |
| 2001          | Seven Days                              | Coronel Beekman             | 1 episodio               |
| 2001          | Girlfriends                             | Dr. Clay Spencer            | 4 episodios              |
| 2002–03       | Justice League                          | Vandal Savage               | 7 episodios              |
| 2003          | Static Shock                            | Jonathan Vale               | 2 episodios              |
| 2003          | Wanda at Large                          | Bradley Grimes              | 7 episodios              |
| 2003–07       | Kim Possible                            | Jake                        | 6 episodios              |
| 2004          | The Tracy Morgan Show                   | Kenny Bradley               | 1 episodio               |
| 2004          | Still Standing                          | Dr. Holden                  | 1 episodio               |
| 2004          | Quintuplets                             | Mark                        | 1 episodio               |
| 2004–07       | Danny Phantom                           | Damon Gray                  | 5 episodios              |
| 2005          | All of Us                               | Eric Calhoun                | 1 episodio               |
| 2005          | Fat Actress                             |                             | 1 episodio               |
| 2005          | Will & Grace                            | Dr. Norman                  | 1 episodio               |
| 2006          | NCIS                                    | Martino                     | 1 episodio               |
| 2006          | Loonatics Unleashed                     | Voces adicionales           | 3 episodios              |
| 2006–07       | American Dragon: Jake Long              | Hank Carter                 | 2 episodios              |
| 2006–10       | Smallville                              | John Jones                  | 11 episodios             |
| 2007          | CSI: Miami                              | Peter Ashford               | 1 episodio               |
| 2007–08       | Legion of Super Heroes                  | Imperiex                    | 7 episodios              |
| 2008          | Back at the Barnyard                    |                             | 1 episodio               |
| 2008          | Wolverine and the X-Men                 | Randy                       | 1 episodio               |
| 2008–09       | Terminator: The Sarah Connor Chronicles | Miles Dyson                 | 3 episodios              |
| 2008–10       | The Secret Saturdays                    | Doc Saturday                | 25 episodios             |
| 2009          | Batman: The Brave and the Bold          | Jonah Hex                   | 2 episodios              |
| 2010          | Warren the Ape                          | Dr. Thom Milligan           | 1 episodio               |
| 2010          | Black Panther                           | W'Kabi                      | 5 episodios              |
| 2010–14       | Love That Girl!                         | Delroy Jones                | 15 episodios             |
| 2011          | Hot in Cleveland                        | Lou                         | 1 episodio               |
| 2011–13       | Shake It Up                             | Dr. Curtis Blue             | 5 episodios              |
| 2012–13       | SuperF*ckers                            | Ultra Richard, Plant Pal    | 12 episodios             |
| 2012–13       | Green Lantern: The Animated Series      | Saint Walker                | 4 episodios              |
| 2012–13       | Ultimate Spider-Man                     | Max Fury                    | 2 episodios              |
| 2013          | Sofia the First                         | Plank                       | 1 episodio               |
| 2014          | The Boondocks                           | Voces adicionales           | 2 episodios              |
| 2014–16       | Baby Daddy                              | Marshall Dobbs              | 3 episodios              |
| 2015          | Girl Meets World                        | Agente LaChance             | 1 episodio               |
| 2015–16       | Kirby Buckets                           | Bob Bruchow                 | 2 episodios              |
| 2016          | Lego Scooby-Doo! Knight Time Terror     | Adam                        | Especial para televisión |
| 2016          | Be Cool, Scooby-Doo!                    | Ed Johnson                  | 1 episodio               |
| 2016          | Black-ish                               | Frank Duckworth             | 1 episodio               |
| 2016          | Pure Genius                             | Ryan                        | 1 episodio               |
| 2016          | Fuller House                            | Dave                        | 1 episodio               |
| 2017          | Powerless                               |                             | 1 episodio               |
| 2017          | NCIS: Los Angeles                       | Colton Leach                | 1 episodio               |
| 2018          | Young Sheldon                           | One                         | 1 episodio               |
| 2018          | 9JKL                                    | Dr. Starnes                 | 1 episodio               |
| 2018          | Work in Progress                        | Él mismo                    | 6 episodios              |
| 2018          | Craig of the Creek                      | Earl Williams               | 2 episodios              |
| 2018          | Bravest Warriors                        | George                      | 5 episodios              |
| 2018          | Angie Tribeca                           | Samuel Hagar                | 1 episodio               |
| 2019–presente | Doom Patrol                             | Silas Stone                 | 4 episodios              |